# Radetzky-Denkmal (Stubenring)

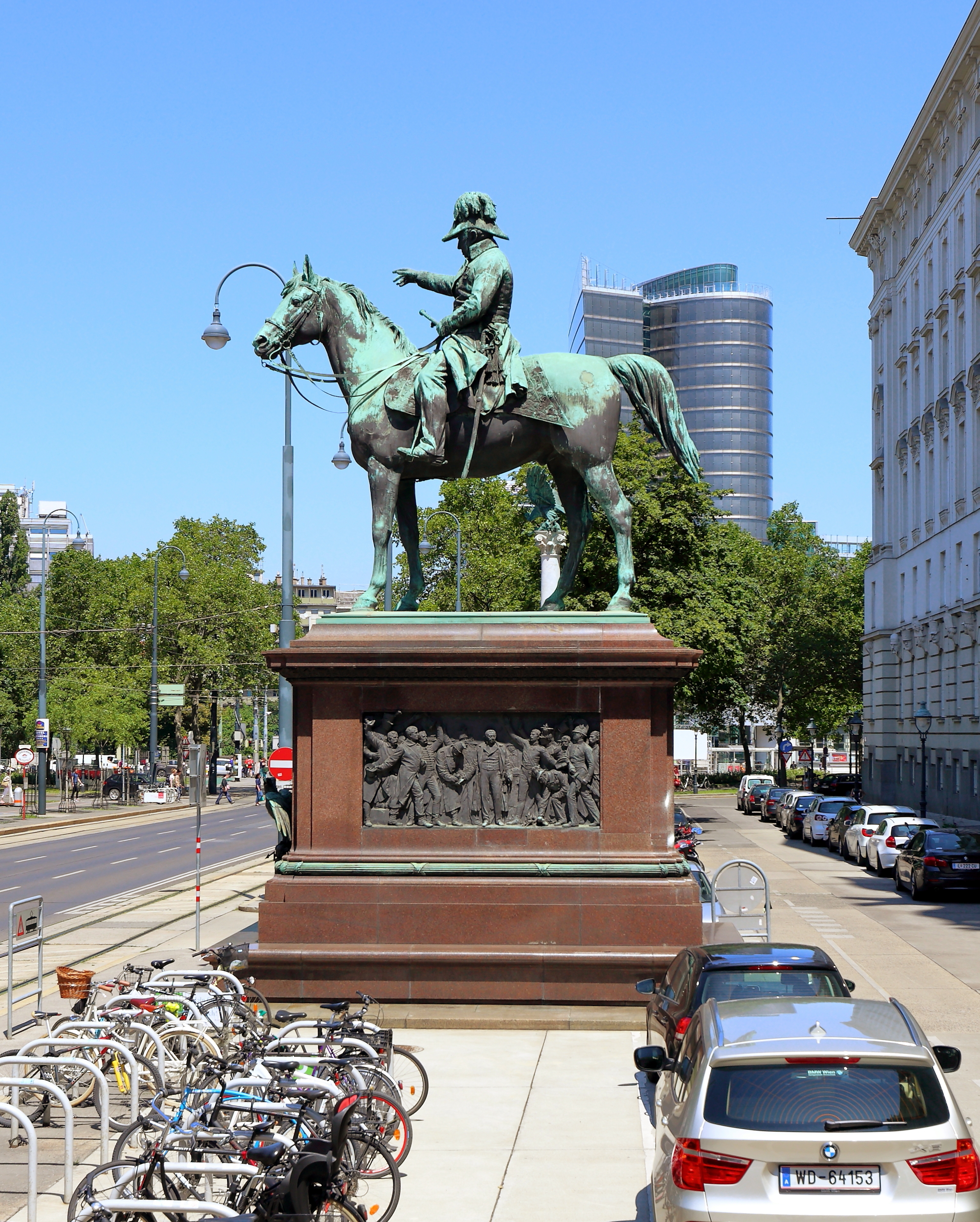
Reiterstandbild Radetzky am Stubenring 1

Das Radetzky-Denkmal vor dem Regierungsgebäude am Stubenring 1 in der österreichischen Bundeshauptstadt Wien ist ein Reiterstandbild aus dem Jahr 1892 und dem wohl bedeutendsten Heerführer des Kaisertums Österreich, Feldmarschall Josef Wenzel Radetzky von Radetz, gewidmet.

## Geschichte

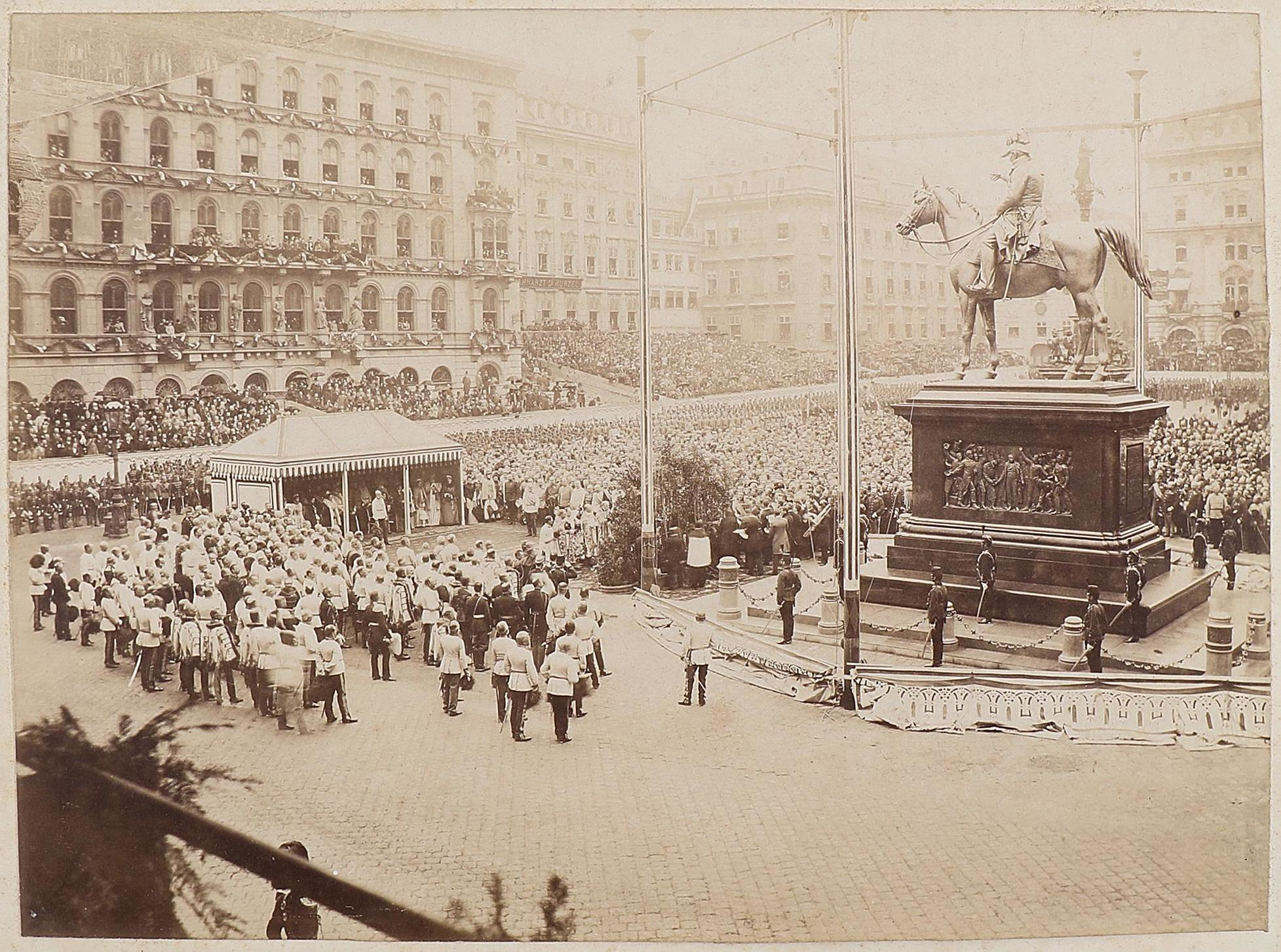
Enthüllung des Radetzky-Denkmals, Am Hof, Wien, 1892

Nachdem ein Aufruf zur Errichtung eines Radetzky-Denkmales im Jahr 1859 infolge des Sardinischen Krieges erfolglos war, kam es am 27. Juni 1886 zu einem erneuten Aufruf. Darin hieß es unter anderem:

„Nach dem Hinscheiden des unvergeßlichen Feldmarschalls Grafen Radetzky, 5. Jänner 1858, machte sich bald der allgemeine Wunsch bemerkbar, diesem ruhmgekrönten Feldherrn, der während zweiundsiebzig Dienstjahren unter fünf Monarchen neunzehn Feldzüge mitmachte, den wahren Vater seiner Soldaten, dem durch dynastische Treue und wahre Vaterlandsliebe voranleuchtenden Patrioten, ein würdiges Denkmal in Wien zu setzen … Radetzkys Monument soll dereinst unsere Nachkommen daran erinnern, was ein zweiundachzigjähriger Heerführer zu leisten vermochte, …“

Im gleichen Jahr wurde aufgrund des Aufrufes dem bedeutendsten Monumentalbildhauer der Wiener Ringstraßenzeit (Beethoven-Denkmal, Maria-Theresien-Denkmal, Reiterstandbild Erzherzog Albrecht) Caspar von Zumbusch „auf kurzem Wege“ (ohne Wettbewerbsausschreibung) von einem Komitee mit dem Vorsitzenden Erzherzog Albrecht der Auftrag erteilt, ein Radetzky-Denkmal zu errichten.

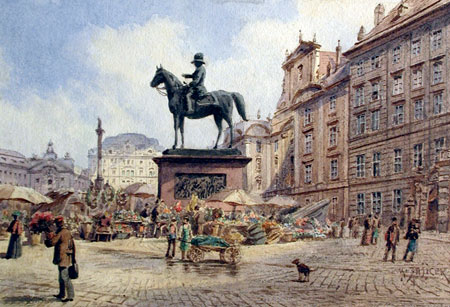
Marktleben vor dem Radetzky-Denkmal Am Hof, um 1900 (Aquarell von Carl Wenzel Zajicek)

Für die Aufstellung standen 21 Standorte zur Diskussion. Unter anderem vor dem Justizpalast (heutiger Schmerlingplatz) und vor der Votivkirche. Letztendlich wurde es Am Hof vor Nummer 2, dem damaligen Gebäude des Reichskriegsministeriums, aufgestellt und am 24. April 1892 enthüllt.
1912 wurde das Denkmal an den heutigen Standort vor das neu errichtete Kriegsministerium am Stubenring versetzt und am 27. Juli 1912 enthüllt.

## Beschreibung
Der Sockel mit dem roten Marmor wurde nach den Plänen des Architekten George Niemann ausgeführt.
Die Reiterstatue, die Caspar von Zumbusch in den Jahren von 1886 bis 1892 schuf, stellt Radetzky zu Pferd dar – haltend auf dem Schlachtfeld, überschauend und lenkend den Kampf.
Die Reliefs links und rechts am Sockel sind Werke von Hans Bitterlich. Das linke stellt Radetzky beim Kriegsrat mit seinen Generälen Heinrich von Heß, Karl von Schönhals, Konstantin d’Aspre, Eugen Wratislaw von Mitrowitz und Georg von Thurn und Valsassina dar und das rechte Radetzky, wie er von Soldaten aller Waffengattungen und Nationen umjubelt wird. An der Vorderseite des Sockels befindet sich ein bronzener Doppeladler und darüber eine Tafel mit den berühmten Worten von Franz Grillparzer: „In deinem Lager ist Österreich“. Diese stammen aus einem Lobgedicht, das Grillparzer 1848 an Radetzky schrieb.

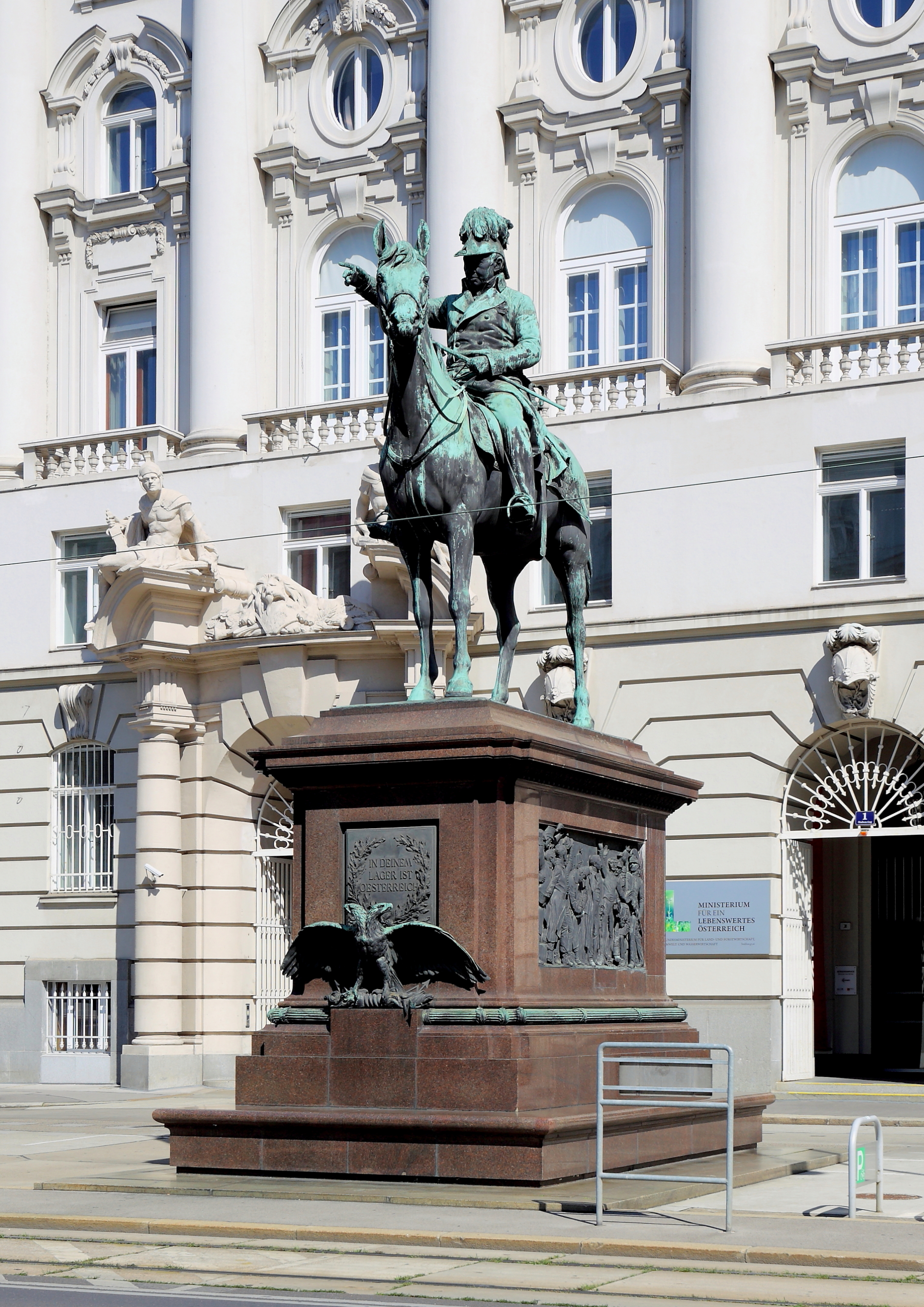
Reiterstandbild Radetzky am Stubenring 1
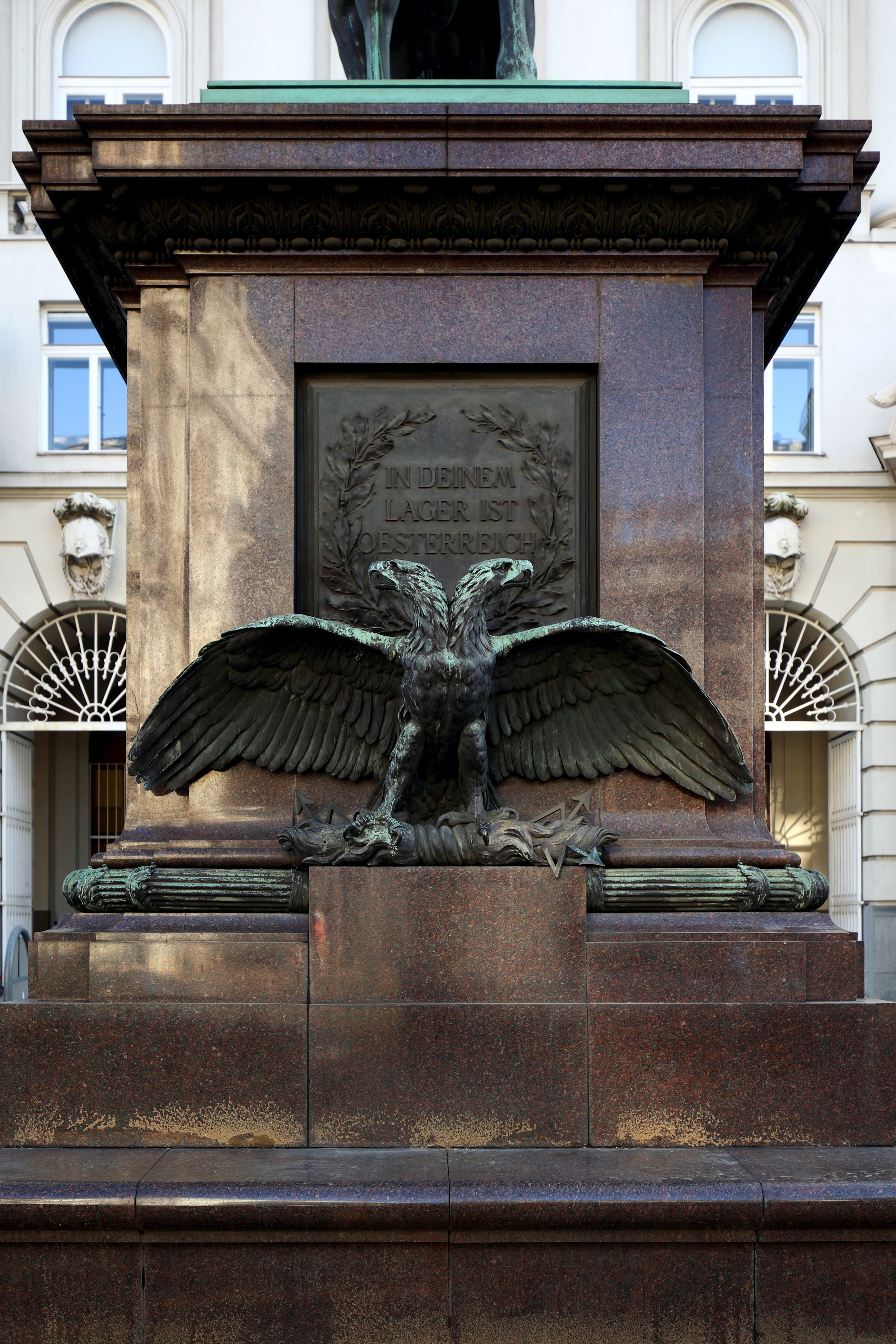
Vorderseite des Sockels mit Doppeladler
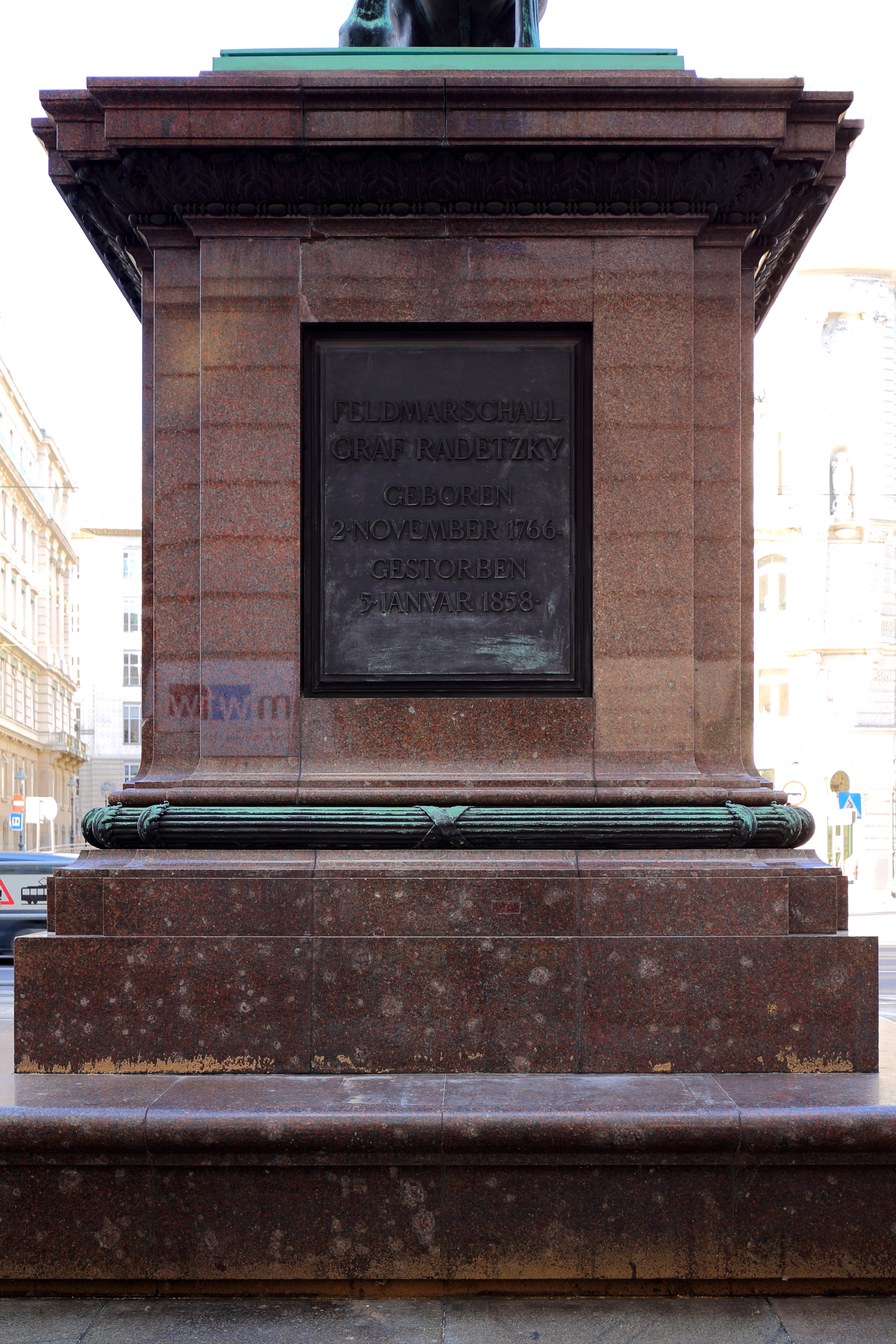
Rückseite des Sockels mit Gedenktafel
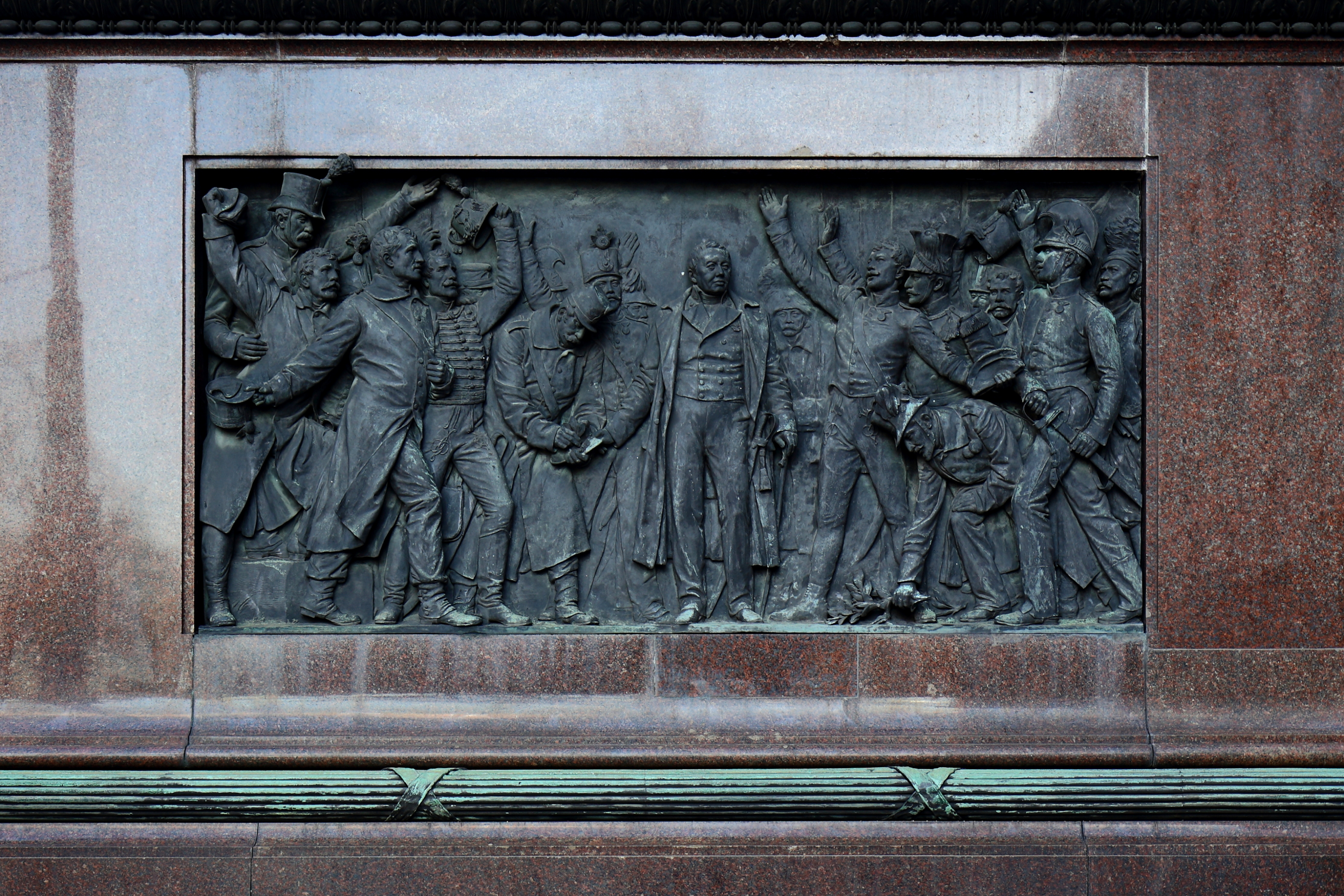
Rechtes Relief am Sockel
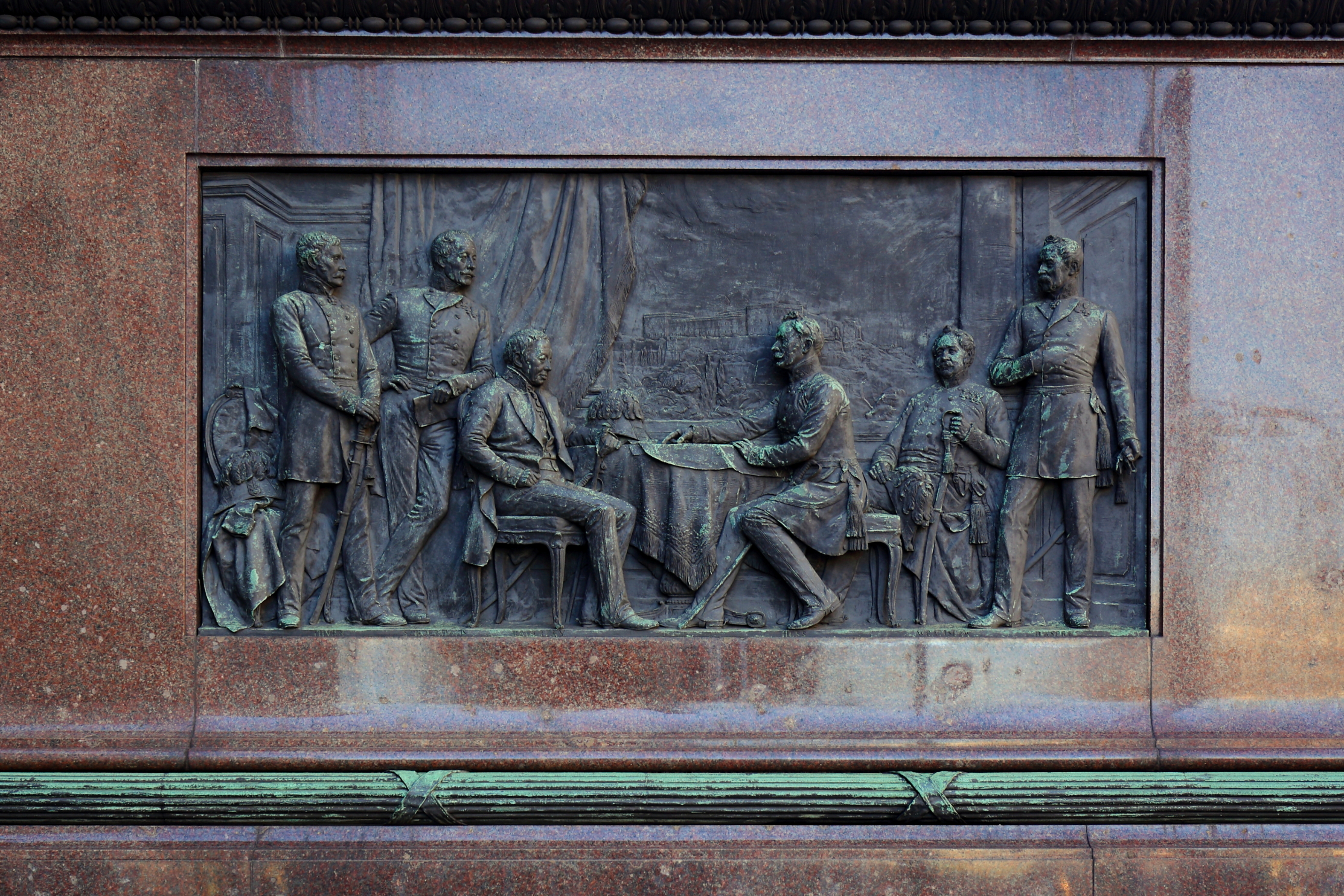
Linkes Relief am Sockel

## Sonstiges
In Prag stand ebenfalls ein monumentales Radetzky-Denkmal. Es wurde 1858 enthüllt und befand sich auf dem Kleinseitner Ring im historischen Stadtzentrum. Nach der Gründung der Tschechoslowakei wurde das Denkmal abgebaut (1918/19).